# Смертельна спека на каруселі
«Смертельна спека на каруселі» (англ. Dead Heat on a Merry-Go-Round) — фільм 1966 року. Фільм вийшов в прокат 12 жовтня 1966 року.

## Сюжет
Кримінальна драма, яка розповідає про пограбування аеропорту.

## В ролях
- Джеймс Кобурн — Елі Коч
- Камілла Спарв — Інгер Кнудсон
- Альдо Рей — Едді Харт
- Ніна Вейна — Фріда Шмід
- Роберт Веббер — Міло Стюарт
- Роуз Марі — Маргарет Кірбі
- Тодд Армстронг — Альфред Морган
- Маріан Маккарго — доктор Маріон Гааге
- Майкл Стронг — Пол Фенг
- Северн Дарден — Майлз Фішер
- Джеймс Вестерфілд — Джек Балтер
- Філіпп Пайн — Джордж Логан
- Саймон Скотт — Вільям Андерсон
- Гаррісон Форд — посильний

## Цікаві факти
- В цьому фільмі вперше зіграв Гаррісон Форд. Він знявся в маленькому епізоді, в якому зіграв посильного і отримав за цю роль 150$. В титрах не вказаний.